# Ilja Zeljenka

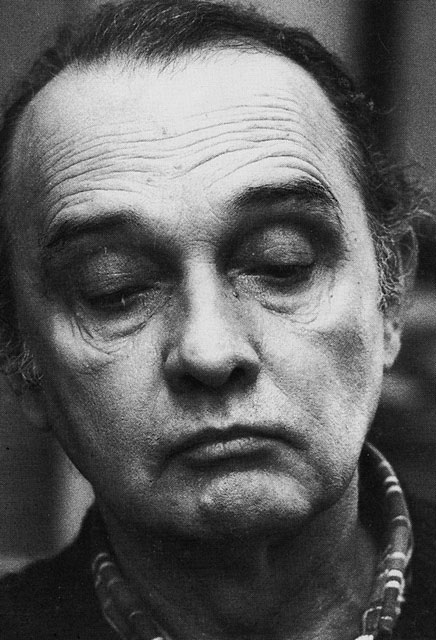
Ilja Zeljenka

Ilja Zeljenka (* 21. Dezember 1932 in Bratislava; † 13. Juli 2007 ebenda) war ein slowakischer Komponist.

## Leben
Zeljenka nahm während der Schulzeit Privatunterricht in Klavierspiel, Harmonielehre und Kontrapunkt. Von 1951 bis 1956 studierte er bei Ján Cikker an der Hochschule für Musische Künste Bratislava (VŠMU). 1957 bis 1961 arbeitete er als Dramaturg für die Slowakische Philharmonie und 1961 bis 1968 als Produzent und Dozent beim Tschechoslowakischen Rundfunk in Bratislava. Ende der 1960er-Jahre übernahm er den Vorsitz des Slowakischen Komponistenverbandes, von dem er 1972 jedoch aus politischen Gründen ausgeschlossen und in der Folge als Komponist weitgehend ignoriert wurde.
Anfang der 1990er-Jahre wurde Zeljenka Präsident der Slowakischen Musik-Union und Direktor von Melos-Étos, einem internationalen Festival für zeitgenössische Musik in Bratislava. 1985 bis 1996 lehrte er an der VŠMU, wo unter anderem Alexander Mihalič sein Schüler wurde.

## Werk
Stilistisch ausgehend etwa von Prokofjew, Bartók, Honegger und Strawinski fanden in den 1960er-Jahren serielle Techniken Eingang in Zeljenkas umfangreiches kompositorisches Schaffen. Außerdem setzte er elektronische Klänge ein und war der erste slowakische Komponist, der elektroakustische Mittel in der Filmmusik anwandte. In der Folge experimentierte er auch mit Vierteltonmusik. Ab den 1970er-Jahren griff er außerdem Einflüsse der Volksmusik und Neoromantik auf.
Zeljenka schrieb 2 Opern, Chorwerke (u. a. eine „Slowakische Passion“), Orchesterwerke (darunter 9 Sinfonien sowie Solokonzerte), Klavier- und Kammermusik (u. a. 14 Streichquartette, 25 Klaviersonaten) und zahlreiche Filmmusiken.